# گوستینیا
گوستینیا (به بلغاری: Gostinya) یک منطقهٔ مسکونی در بلغارستان است که در شهرستان لووچ واقع شده‌است.